# Dominic Ball
Dominic Ball (Welwyn Garden City, 2 augustus 1995) is een Engels voetballer die bij voorkeur als centrale verdediger speelt. Hij staat onder contract bij Tottenham Hotspur.

## Clubcarrière
Ball speelde in de jeugd bij Watford en Tottenham Hotspur. In januari 2015 werd hij tot aan het eind van het seizoen verhuurd aan Cambridge United. Hij speelde elf wedstrijden in de League Two. Tijdens het seizoen 2015/16 werd de verdediger verhuurd aan Rangers, waarvoor hij 21 competitieduels speelde. Op 30 augustus 2015 speelde hij zijn eerste competitiewedstrijd in het shirt van de Rangers tegen Queen of the South. In 2016 keerde Ball terug bij Tottenham.